# Liga Comunista Internacionalista (Brasil)
Liga Comunista Internacionalista foi um partido político brasileiro fundado na cidade de São Paulo, em 1931, pelo grupo de militantes comunistas contrários à política do Partido Comunista Brasileiro (PCB).
Reunia figuras como Aristides Lobo, Lívio Xavier, Mário Pedrosa, João da Costa Pimenta, pertencentes à Oposição de Esquerda no Brasil, que se alinhava às propostas de Leon Trotski.
Tem origem na Liga Comunista, criada em 1931 no interior do PCB, e que, em 1934, passa a se definir como Liga Comunista Internacionalista, agregando os oposicionistas de esquerda do Partido.

## História
Além de Rodolfo Coutinho e Hilcar Leite, importantes dirigentes sindicais como o operário gráfico João Costa Pimenta, o alfaiate Joaquim Barbosa, também participaram dos quadros da LCI. Quando Mário Pedrosa retorna ao Brasil, em 1929, ele forma o Grupo Comunista Lênin (GCL), que viria a ser o embrião da Liga Comunista. O GCL publica o jornal "Luta de Classes".
No congresso que fundou a IV Internacional em Paris, em setembro de 1938, Mário Pedrosa foi o delegado representante da Liga Comunista Internacionalista e de todas as seções da Oposição de Esquerda na América Latina. Lélia Abramo, que, na época participava do Sindicato dos Comerciários de São Paulo, era uma de suas principais ativistas. Ela conta que os militantes só podiam se filiar à Liga depois de anos de comprovada militância. Defensores do pensamento de Leon Trotsky, seus militantes também se reivindicavam bolcheviques e leninistas. Outras figuras importantes da organização foram a escritora Rachel de Queiroz e Patrícia Galvão.
| Partido Comunista do Brasil (PCB) 1922–1961 | Partido Comunista Brasileiro (PCB) 1961–1992 | Partido Comunista Brasileiro (PCB) 1961–1992   |                                                  | Partido Popular Socialista (PPS) 1992–2019 | Partido Popular Socialista (PPS) 1992–2019        | Partido Popular Socialista (PPS) 1992–2019 | Cidadania 2019–presente |
| Partido Comunista do Brasil (PCB) 1922–1961 | Partido Comunista Brasileiro (PCB) 1961–1992 | Partido Comunista Brasileiro (PCB) 1961–1992   | Partido Comunista (PC) 1992–1993                 |                                            |                                                   |                                            |                         |
| Partido Comunista do Brasil (PCB) 1922–1961 | Partido Comunista Brasileiro (PCB) 1961–1992 | Partido Comunista Brasileiro (PCB) 1961–1992   | Partido Comunista Brasileiro (PCB) 1993–presente |                                            |                                                   |                                            |                         |
| Partido Comunista do Brasil (PCB) 1922–1961 | Liga Comunista Internacionalista (LCI)       |                                                |                                                  |                                            |                                                   |                                            |                         |
| Partido Comunista do Brasil (PCB) 1922–1961 | Partido Operário Leninista (POL)             |                                                |                                                  |                                            |                                                   |                                            |                         |
| Partido Comunista do Brasil (PCB) 1922–1961 | Partido Socialista Revolucionário (PSR)      |                                                |                                                  |                                            |                                                   |                                            |                         |
| Partido Comunista do Brasil (PCB) 1922–1961 |                                              |                                                |                                                  |                                            | Partido Comunista do Brasil (PCdoB) 1962–presente |                                            |                         |
| Partido Comunista do Brasil (PCB) 1922–1961 |                                              | Movimento Revolucionário Oito de Outubro (MR8) |                                                  | Partido Pátria Livre (PPL) 2009–2019       |                                                   |                                            |                         |